# Hermann Schuchard
August Ernst Hermann Schuchard (* 31. Mai 1868 in Münchhausen im Landkreis Marburg-Biedenkopf; † 27. Juni 1923 in Treysa (heute Schwalmstadt-Treysa)) war ein deutscher evangelischer Theologe und gilt mit der Gründung des Vereins Hessisches Brüderhaus e. V., das sich zum Diakonie-Zentrum Hephata weiterentwickelte, als einer der Väter der inklusiven Pädagogik.

## Leben

### Herkunft und Familie
August Ernst Hermann Schuchard war der Sohn von Carl Adolf Michael Schuchard (1830–1900) und dessen Ehefrau Agnes, geb. Vollgraff (1836–1917), einer Tochter des Juristen und Soziologen Karl Friedrich Vollgraff. Beide stammen väterlicherseits aus Pfarrer- und mütterlicherseits aus Professorenfamilien. Hermann Schuchard wuchs im reformierten Pfarrhaus in Münchhausen auf. Sein Vater wirkte zunächst als Pfarrer zu Münchhausen und anschließend bis 31. März 1900 als Metropolitan zu Homberg und Waldau. Hermann hatte zwei Schwestern, ein älterer Bruder verstarb im Alter von vier Jahren.
Im Jahr 1895 heiratete er Amalia „Mala“ Arnold (1872–1949), die Tochter des Juristen Wilhelm C. F.  Arnold. Aus der Ehe stammten die Kinder Agnes (* 1895), Laura (* 1898), Louise (* 1901), Karl (* 1905) und Wilhelm (* 1908).

### Ausbildung und erste Jahre als Pfarrer
Nach dem Abitur am Friedrichsgymnasium Kassel im Jahr 1887 absolvierte Schuchard ein Studium der Theologie an der Philipps-Universität Marburg und der Universität Greifswald. Prägend war sein achtwöchiger Aufenthalt als Stipendiat des Hochwürdigen Königlichen Konsistoriums des Berliner Domstifts im Jahr 1890 gemeinsam mit Friedrich von Bodelschwingh in den v. Bodelschwinghschen Stiftungen Bethel. Nach der Ordination durch den Generalsuperintendenten Wilhelm Lohr am 9. Juli 1893 und nach kurzer Zeit 1893 als Pfarrer in Zierenberg und Grebenstein folgte er einem überraschenden Ruf ins hessische Hephata, das 1864 von Pfarrer und Metropolitan Franz von Roques gegründet und 1877 als Erziehungsanstalt ‚verwahrloster Mädchen‘ eingerichtet worden war: die Keimzelle des heutigen Diakoniezentrums Hephata. Auf eine Universitätskarriere verzichtete er, um sich mit Amtsantritt am 1. Dezember 1894 völlig der Arbeit in Hephata zu widmen. Bei seiner langjährigen Aufbauarbeit in Hephata folgte er den in Bethel erhaltenen Impulsen von Pastor von Bodelschwingh, sodass er später in Kirchen- und Staatskreisen als der „Hessische Bodelschwingh“ angesehen und geschätzt wurde.
Am 7. Mai 1900 hielt er auf dem Pfarrertag in Melsungen seine bekannt gewordene, historische Aufbruch-Rede „Brauchen wir eine Hessische Brüderschaft?“ Er wurde damit, wie Hans Schimmelpfeng schrieb, zum Pionier der Inneren Mission: „D. Hermann Schuchard gehört nicht zur ersten Generation der Inneren Mission – Theodor Fliedner, Johann Hinrich Wichern, Friedrich von Bodelschwingh –, sondern zu der zweiten oder gar dritten. Aber in seiner Zeit zählte er zu ihren ersten Wortführern, nicht nur in Kurhessen, sondern in ganz Deutschland ... [er] muß … zu den Pionieren der Inneren Mission gerechnet werden“ ….

### Schuchards Arbeit in Hephata
Schon 1894 galt der 26-jährige Schuchard als „Retter, Anwalt und Vater der Söhne und Töchter des Landes – seiner ‚Seelenpflegebedürftigen‘“, wie er die damals gesetzlich als „Idioten, Krüppel, Unbildbare“ bezeichneten Menschen nannte. Viele dieser Menschen lebten unter unmenschlichen Bedingungen, oft schamvoll versteckt in Viehställen. Suschard sah es als seine Aufgabe, ihnen das Menschenrecht auf ein Zuhause zu verschaffen. So errichtete er die erste sogenannte „Anstalt“. Geschätzt wurde er in der Bevölkerung gleichermaßen als Prediger und als zupackender Arbeiter. Charakteristisch für seine Haltung ist seine erste Buchveröffentlichung: „Was kann der Pfarrer tun … ?“.

In den folgenden Jahrzehnten baute Schuchard seine „kirchliche Anstalt Hephata“ aus: Wurden im Jahr 1894 Personen betreut, wurden es bis zu seinem Tod im Jahr 1923 insgesamt Personen (477 Pfleglinge und 99 Zöglinge). Bereits 1899 hatte Schuchard die Notwendigkeit einer professionellen Ausbildung für diakonische Mitarbeitende erkannt. Dazu entwarf er die erste „Hessische Brüderregel“ unter dem Leitmotiv der „Dienstbereitschaft“. Sie beruhte auf dem Gedanken eines wechselseitigen, komplementären Dienens: „Jesu Dienst an uns – und [komplementär] unser Dienst für ihn.“ Diese Regel wurde die Grundlage für die Ausbildung der Brüder-Diakone mit der dreifachen Zielsetzung: Gewinnung, Zurüstung (d. h. Qualifizierung) und Aussendung.

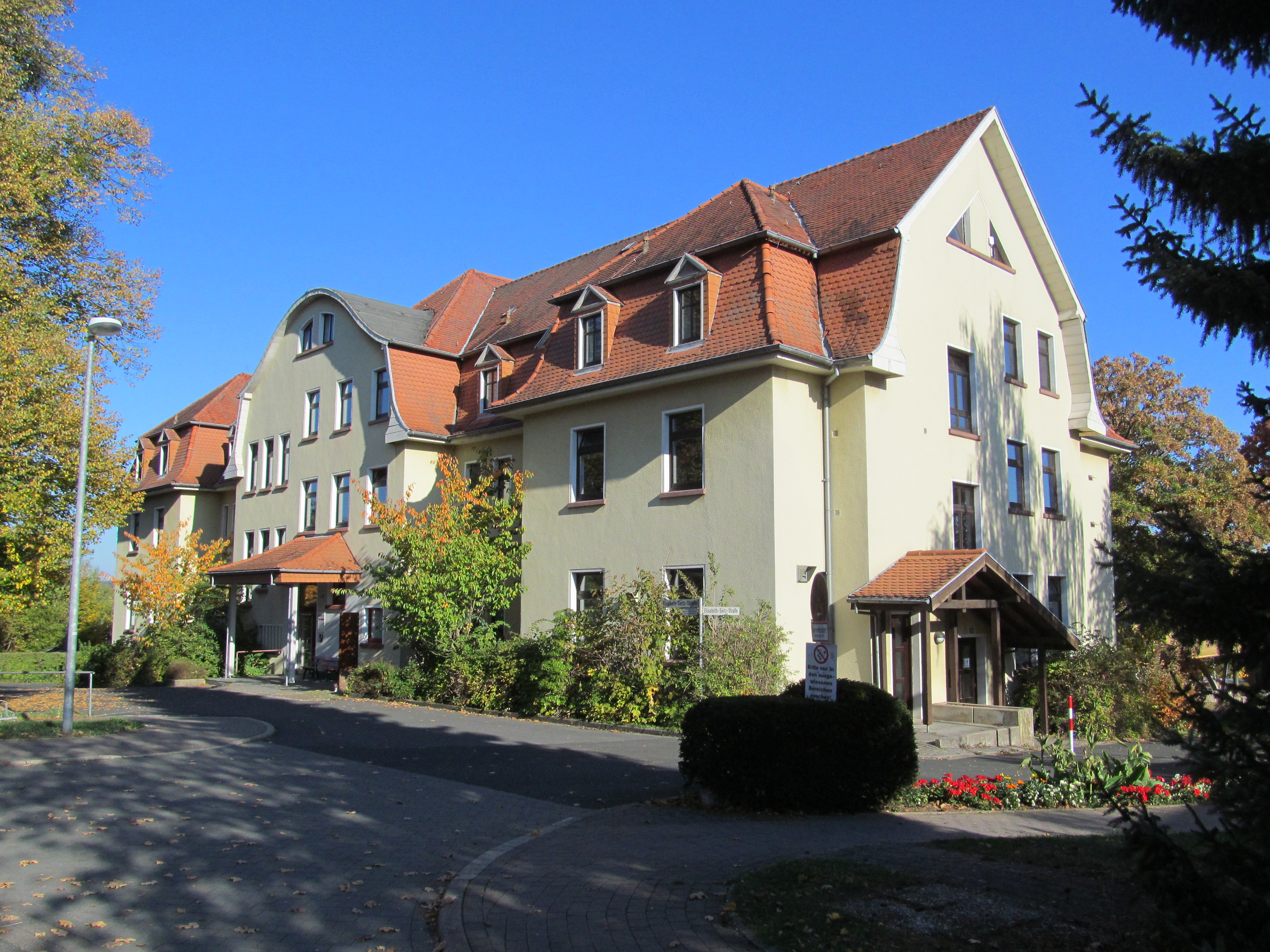
Brüderhaus auf dem Hephata-Gelände in Treysa

Mit seiner „Melsunger Aufbruch-Rede“ im Jahr 1900 stellte Schuchard die entscheidende Frage: „Brauchen wir eine hessische Brüderschaft?“ und wurde damit zum „Wortführer der Inneren Mission“. 1901 gründete er die zwei bis in die Gegenwart nachhaltig wirkenden Einrichtungen: das erste Hessische Brüderhaus als Ausbildungsstätte für diakonisches Personal und – damit verbunden – die Gründung von Hephata als erstes eigenständiges Diakonie-Zentrum, das nun unabhängig vom Kasseler Mutterhaus wurde. Dabei setzte er, bar jeglichen Kapitals, auf Gottvertrauen und Glaubenskraft.
Schuchard gründete bald in Hephata das „Hessische Volksmissionsfest“. Aus einem kleinen Jahres-Treffen mit 40 Besuchern im Jahr 1894 wuchs die Zahl der Gäste 1896 bereits auf 200 Personen an und war 1919 ein Ereignis mit rund 8000 internationalen Teilnehmenden.
In Hephata war jeder Bewohner eingeladen, sowohl Gastgeber zu sein für Konfirmanden, Besucher oder Schüler als auch in Folgewirkung selbst allerorts als ein willkommener Gast geschätzt zu werden. Das Hephata-Modell, das man heute als Inklusions-Vor-Modell bezeichnen kann, beruhte auf „Teilhabe, Vertrauen, Freude und Verantwortung“. Diese Prinzipien fanden auch sichtbaren Ausdruck in der sogenannten Hephata Inklusions-Kirche, einer Art „Menschenrechts-Botschaft in Stein“, in der jeder willkommen ist.
Schuchard initiierte ebenfalls Fort- und Weiterbildungen auf nationaler und internationaler Ebene. In der posthumen Festschrift „25 Jahre Seelsorge-Fortbildungslehrgänge“ sind Verzeichnisse der Themen, Referenten und Teilnehmer dokumentiert. Sein Leitmotiv war das gelebte Miteinander (Inklusion) durch gemeinsame Klausuren von Hephatanern und Gästen; dabei überließen die Hephataner den Gästen ihre Betten im Haus und schliefen selbst im Stroh. Es war eine Praxis, in der sich Alltag und Bildungsarbeit als „ora et labora & celebrate“ (Beten, Arbeiten, Feiern) auf das Intensivste durchdrangen.
Bereits früh hatte Schuchard erkannt, dass eine verborgene gute Arbeit in Hephata allein nicht ausreichte, um seinen humanitären Ideen in der Gesellschaft Akzeptanz zu verschaffen. Bald baute er mit den damaligen Kommunikationsmöglichkeiten eine weltweite Community auf: einerseits durch Rundbriefe und Berichte, Nachrichten und Veröffentlichungen aus Hephata, andererseits direkt erlebbar in Hephata durch ein „Haus der offenen Tür“, das jederzeit, auch zu Festtagen, offenstand. Wirkten vor Schuchards Arbeit Besuche in Behinderteneinrichtungen eher wie ein „Zoo-Besuch“, wandelte sich nun ein Besuch in Hephata durch seinen inklusionsorientierten Ansatz in echte Begegnung auf Augenhöhe. Dabei konnten die Bewohner den Gästen etwas von ihrer Arbeitsleistung und Lebensbewältigung präsentieren, zum Beispiel selbstgebaute Häuschen und gepflegte Gärten, deren Produkte ihr Taschengeld sicherten, Tierzucht-Anlagen, landwirtschaftliche Betriebe, dazu ihre Spiel- und Plauderstuben, ihre Zirkus-Manege, ihre Musiker- und Schubkarren-Garde als Service-Einrichtung. Auch fanden Feiern statt, beispielsweise ein Waldfest mit Lagerfeuer sowie Gottesdienste, wobei auch die Bettlägerigen mit einem Lastwagen herbeigeholt wurden. 
Schuchard hatte eine globale Vision für seine Ideen christlich-brüderlicher Nächstenliebe. Um ein Hephata-Modell in den Slums in Indien zu ermöglichen, initiierte er 1901 das „Hephata-Verzicht-Spenden-Modell“, wobei jeder auf kleine Dinge des Alltags verzichtete. Das auf diese Weise Ersparte wurde für Indien gespendet. Um andere dazu zu bewegen, etwas abzugeben, lief er beispielgebend vorrangig barfuß. Dieses nachhaltige Spendenprinzip „Verzicht statt Almosen“ wurde zum Vorbild der Gossner Mission und führte zu einer Versiebenfachung der Spenden. Seine Grundidee dazu lautete: „Erkennen, freudig entscheiden, willensstark handeln.“
Im Jahr 1906 wurde auf Schuchards beharrlichen Wunsch hin, dessen Erfüllung er seit 1894 immer wieder als angesehener Berater beim Kaiser angemahnt hatte, nun endlich anlässlich der Silberhochzeit Wilhelm II. die Hephata-Kirche gestiftet – die vermutlich erste Inklusions-Kirche in der Geschichte der Sakral-Architektur. Der Kaiser wollte nur eine herkömmliche Kirche stiften. Erst durch Schuchards beharrliche Verhandlungen erhielt die Kirche integriert auch einen säkularen Teil, die „Begegnungs-Fest-Versammlungs-Halle für alle“, die auf ihren Säulen den sakralen Gottesdienstraum trägt, wodurch die Kirche vielfältige inklusive Begegnungen und Feste ermöglicht. Die Weihe erfolgte in Anwesenheit von Kaiserin Auguste Viktoria, die dort, tief bewegt vom Strahlen eines taubblinden Kindes, das sie umarmte, ihre Brosche verschenkte.
Während des Ersten Weltkriegs wurde Schuchard im Jahr 1914 zum Reichsernährungsbeauftragten für alle kirchlichen Einrichtungen ernannt. Er organisierte sowohl die Sicherstellung der Ernährung als auch – als Leiter des Kriegslazarettes in Hephata – die Behandlung der Soldaten und wendete dabei sein PAS-Patenmodell, ein Modell wechselseitiger Heilung und Bildung, an, bei dem je zwei Hephataner schwerstverletzte Soldaten begleiteten und gleichzeitig von ihnen lernen wollten. Im Lazarett wurden auch Soldaten der Alliierten aufgenommen, deren Erfahrungen später nachweislich dazu beitrugen, dass Hephata 1944 von Bombenabwürfen verschont blieb. 1918 gründete Suchard unter Bezugnahme auf sein „PAS-Modell“ (Patenschaft leben, Aufgaben lösen, Sich weiterbilden) in Hessen die erste ländliche christliche Volkshochschule Deutschlands nach dem Vorbild des Theologen Nikolai F. S. Grundtvig (1783–1872), der als Begründer der dänischen Volkshochschulen gilt. Schuchards Volkshochschulgründung wurde ein wichtiger Meilenstein für die Erwachsenenbildung.

### Tod
Am 27. Juni 1923 starb Hermann Schuchard im Alter von 55 Jahren in seiner Wirkungsstätte Hephata. In seinem Abschiedsbrief schrieb er: „Es gibt eine Angel, um die sich alles Glück dreht, die heißt Dankbarkeit“; er sah sich als „Bruder unter Brüdern“. Sein Sarg wurde unter großem Gefolge entlang seiner „Allee der Dankesbäume“ getragen.

## Ehrungen und Auszeichnungen
- Königlicher Kronenorden IV. Klasse (Preußen)
- Roter Adlerorden IV. Klasse (Preußen)
- 1917 Dr. theol. h. c. der Philipps-Universität Marburg

## Schriften (Auswahl)
- Was kann der Pfarrer tun, um auf rechtzeitige Unterbringung der in seiner Gemeinde befindlichen Hilfsbedürftigen, Geisteskranken, Idioten, Epileptischen, Taubstummen, Blinden und Krüppel in geeigneten Anstalten hinzuwirken? Verlag der Anstalt Treysa, ca. 1890
- Rundgang durch Anstalten-Hephata. Verlag Friedrich Lometsch, Cassel ca. 1901
- Dienstbereitschaft. Gedanken über Jesu Dienst an uns und unser Dienst für Ihn. (1. Reihe), Verlag der Anstalten Hephata bei Treysa, 1907
- Dienstbereitschaft. Gedanken über Jesu Dienst an uns und unseren Dienst für Ihn. (II. Folge), Verlag der Anstalten Hephata bei Treysa 1909
- Geschichten und Bilder aus Hephata I. 1914
- Geschichten und Bilder aus Hephata II. 1914
- Die ländliche christliche Volkshochschule. 1920
- Hessisches Brüderhaus. 1931 (posthum)